# Diagonalmatrix
I lineær algebra er en diagonalmatrix en matrix, hvor indtastningerne uden for hoveddiagonalen alle er nul; udtrykket refererer normalt til kvadratiske matricer. Elementer i hoveddiagonalen kan enten være nul eller ikke-nul.
 Der er for få eller ingen kildehenvisninger i denne artikel, hvilket er et problem. Du kan hjælpe ved at angive troværdige kilder til de påstande, som fremføres i artiklen.

| Matematik | Spire Denne artikel om matematik er en spire som bør udbygges. Du er velkommen til at hjælpe Wikipedia ved at udvide den. |